# Biological Abstracts
Biological Abstracts - Revista Internacional de base de datos y de resúmenes (Biological Abstracts / RRM), dicho sistema publica los resúmenes de los trabajos de investigación en  biología. Fue fundada en el año 1926.

## Reseña del sistema de datos
Biological Abstracts es una base de datos producida por Thomson Reuters a través de su filial de BIOSIS. Incluye resúmenes de los estudios revisados por artículos de revistas académicas en los campos de la biología, bioquímica, biotecnología, botánica, pre-clínica y medicina experimental, la farmacología, la zoología, la agricultura y la medicina veterinaria; se publica desde 1926. Se puede acceder a través de la Web of Knowledge. Biological Abstracts / RRM es similar, excepto que cubre las reuniones y conferencias, revisiones de literatura, patentes de Estados Unidos, libros, software y otros medios de comunicación en lugar de artículos de revistas. la combinación de las dos se conoce como BIOSIS Previews.

## ISSN
- ISSN 0006-3169